# 조세호
조세호(曺世鎬, 1982년 8월 9일 ~ )는 대한민국의 코미디언 겸 방송인이다.

## 활동

### 방송
- 《가족오락관》(KBS1)
- 《쇼! 행운열차》(KBS2)
  - 〈제17대 어전회의〉
- 《진실게임》(SBS)
- 《웃음충전소》(KBS2)
- 《천하무적 스파이크왕》(MBC Every1)
- 《윤정수의 키친드림》(MBC Every1)
- 《추적! X-frien》(Mnet)
- 《놀러와》(MBC)
- 《MBC 뉴스투데이》(MBC) - 특별출연
- 《갱생버라이어티 하바나》(OBS)
- 《천하무적 스파이크왕》(MBC 드라마넷)
- 《파니와 부르도의 브라더극장》(SBS 플러스)
- 《최진실의 진실과 구라》(OBS)
- 《개그콘서트》(KBS2)
  - 〈봉숭아학당〉영원한 친구, 대신맨 역
  - 〈개그의 신〉
  - 〈개그제이 특공대〉시민 역
  - 〈장마 홍단〉
- 《음악의 신》(Mnet)
- 《코미디빅리그》(tvN)
  - 〈녹화하다 왔습니다〉
  - 〈한밤의 무직쇼〉
  - 〈까톡친구들〉 어피치 역
  - 〈깔끔기획〉
  - 〈코빅열차〉
  - 〈불우한 명곡〉
  - 〈면회〉최국의 아버지 역
  - 〈대부〉
  - 〈코빅법정〉 홍동명의 아버지(2015년 2쿼터), 이용진의 아버지(2015년 3쿼터) 역
  - 〈아이러브뺀드〉 백종원 역
  - 〈깽스맨〉 나가지마상 역
  - 〈초저가 항공〉
- 《시크릿》(KBS2)
- 《숫자쇼! NO.5》(MBN)
- 《올리브쇼 2012》(올리브TV)
- 《출발드림팀 시즌 2》(KBS2)
- 《도전 1000곡》(SBS)
- 《이제 만나러 갑니다》(채널A)
- 《토요일 톡리그》(tvN)
- 《다이아몬드걸》(QTV)
- 《YOU CAN COOK》(올리브TV)
- 《켠김에 왕까지》(온게임넷)
- 《오늘부터 엄마아빠》(MBC Every1)
- 《히든싱어 시즌 2》(JTBC)
- 《백만장자 게임 마이턴》(tvN)
- 《게릴라 특강쇼 바운스》(JTBC)
- 《렛츠고 시간탐험대》(tvN)
- 《2014 Mnet 랭킹쇼》(Mnet)
- 《스타 VS 국민도전자, 페이스오프》(SBS)
- 《난감스쿨 시즌 2》(투니버스)
- 《가족의 품격 풀하우스》(KBS2)
- 《그것을 알려주마》(tvN)
- 《로맨스가 더 필요해》(tvN)
- 《역지사지 토크쇼 - 대변인들》(KBS2)
- 《일요일이 좋다 - 룸메이트》(SBS)
- 《렛츠고 시간탐험대 시즌 2》(tvN)
- 《브라질월드컵 특집 아이돌 풋살 월드컵》(MBC)
- 《용감한 랭킹》(E채널)
- 《불후의 명곡: 전설을 노래하다》(KBS2)
- 《놀라운 대회 스타킹》(SBS)
- 《신동엽과 총각파티》(MBC Every1)
- 《한끼의 품격》(KBS Joy)
- 《우리동네 예체능》(KBS2)
- 《올리브쇼: 셰프들의 레시피 게임》(O'live)
- 《인간의 조건》(KBS2)
- 《언금술사》(KBS2)
- 《우리 결혼했어요》(MBC)
- 《마이 보디가드》(On Style)
- 《상상초월쇼 진짜? 가짜!》(MBN)
- 《걸스피릿》(JTBC)
- 《해피투게더》(KBS2)
- 《무한도전》(MBC)
- 《꽃놀이패》(SBS)
- 《예능인력소》(tvN)
- 《내 생애 단 하나의 기억 - 천국사무소》(SBS)
- 《사심충만 오!쾌남》(채널A)
- 《유 퀴즈 온 더 블럭》(tvn) 고정
- 《미쓰 코리아》(tvN)
- 《언니네 쌀롱》(MBC)
- 《돈키호테》(tvN)
- 《난리났네 난리났어》(tvn)
- 《시고르경양식》(JTBC)
- 《전설이 떴다 군대스리가》(tvN)
- 《자본주의 학교》KBS2) 게스트
- 《식스센스》2,3(tvN)
- 《홍김동전》(KBS2) 고정
- MBC 《놀면 뭐하니?》(MBC) 게스트
- 《런닝맨》(SBS) 반 고정 게스트
- MBC 《안하던 짓을 하고 그래》 고정
- 《브로 앤 마블》(티빙) 고정
- 《내가 뭐라고》(tvN) 고정
- 《1박 2일》 (KBS2) 고정
  - 《깡촌캉스》(유튜브) 게스트
  - 《핑계고》(유튜브) 게스트
  - 《소통의 神》 (유튜브) 게스트
  - 《콩알탄》게스트

### 뮤직비디오
- 뜨거운 여름 - 터보
- 가슴이 예뻐야 여자다 - 춘자
- 미안하다 친구야 - 올드 보이
- APPLE PIE - 피에스타

### 광고
- 2003년 빙그레 키위아작(with 김흥수, 홍수아)
- 2003년 지식발전소 엠파스(with 윤무부, 윤석주)
- 2003년 온세통신 008(with 김지영, 윤석주)
- 2004년 매일유업 엔요 클로렐라
- 2005년 톰스토리 러브 플러스 캠페인
- 2012년 삼성전자 스마트에어컨Q(with 남창희, 윤성호, 최국)
- 2012년 월드 오브 워크래프트-판다리아의 안개(with 은지원)
- 2014년 EBSlang 토목달(with 남창희)
- 2014년 조이시티 프리스타일 풋볼Z
- 2014년 하이트진로 진로 햇복분자(with 김보성)
- 2015년 농심켈로그 첵스 초코 바나나스페이스(with 키썸)
- 2015년 타이거게임즈 썸타자(with 이국주)
- 2015년 SK텔레콤 T전화 노답레인저(with 장도연, 이진호, 이용진)
- 2016년 SK텔레콤 band플레이팩(with 김구라)
- 2016년 쥬시빈
- 2016년 엔구코리아(with 김흥국, 황인선)
- 2016년 롯데하이마트 전국동시세일(with 김흥국)
- 2016년 이마트 복날송
- 2016년 바닐라코 화이트 웨딩 슬리핑 에센스(with 송지효)
- 2016년 공부선배
- 2016년 가평 AK 수상레저
- 2016년 기아자동차 The New 쏘울(조세호의 기네스북 도전기)
- 2016년 FNB프로토콜 나도사장님
- 2017년 SK텔레콤 T로밍
- 2018년 오비맥주 카스 건전음주 캠페인
- 2018년 동화약품 까스활명수
- 2018년 츄파춥스(with 남창희)
- 2018년 시원스쿨랩
- 2018년 팔도비빔면
- 2018년 한국야쿠르트 하루야채(with 윤아)
- 2018년 SK네트웍스 스피드메이트
- 2018년 세정그룹 웰메이드 브루노바피(with 이동욱)[2]
- 2018년 하자드게임즈 미라클
- 2018년 마이셀럽스 말해 (with 이진호)
- 2018년 현대오일뱅크 주유빵빵 경품팡팡 캠페인
- 2018년 캐러비안베이
- 2018년 말레이시아관광청
- 2018년 가다실9
- 2019년 IBK기업은행 아이원뱅크(with 김원해, 이정재)
- 2019년 뉴발란스 액티브다운
- 2019년 CU 조세호빵, 조세호 핫팩
- 2020년 AK인터내셔널 테라픽
- 2020년 가다실9(with 서권순, 유병재)
- 2020년 중량구 포플 20FW 컬렉션
- 2020년 MLB 20FW 모노그램(with 홍지윤)
- 2020년 ~ 서울특별시 제로배달 유니온
- 2021년 ~ 맥도날드 해피 스낵
- 2021년 ~ 삼성전자 갤럭시 S21 모먼트사진관 (with 김명중)
- 2021년 ~ 통계청 2020경제총조사

### 홍보대사
- 2004년 프로농구 울산 모비스 홍보대사
- 2006년 신세계쿨캣여자농구단 홍보대사
- 2008년 제11회 보령머드축제 명예 홍보대사
- 2019년 레고 무비2 홍보대사
- 2019년 부산세계탁구세계선수권대회 홍보대사

### 연기 활동

#### 영화
- 《정승필 실종사건》(2009년) - 달식 역
- 《다이하드》(2012년)
- 《파일럿》(2024년) - 조세호 역 (특별출연)

#### 드라마 & 시트콤
- 《하자전담반 제로》(MBC 드라마넷, 2009년) - 정도령 역
- 《시트콩 로얄빌라》(JTBC, 2013년)
- 《주군의 태양》(SBS, 2013년) - 커플남 역
- 《별에서 온 그대》(SBS, 2013년~2014년) - 철수 역

### 음반
- 2007년 《Turn It Up》
- 2013년 《게스트하우스 프로젝트 1312호》(with 남창희)

### 사업
- 2020년 ~ 썬더버드 SEHO.C
- 2021년 ~ 코오롱인더스토리 amoupre

## 수상 및 후보
| 연도 | 시상식              | 부문                  | 작품                      | 비고 |
| ---- | ------------------- | --------------------- | ------------------------- | ---- |
| 2014 | SBS 연예대상        | 예능 뉴스타상         | 룸메이트                  | 수상 |
| 2016 | tvN10 어워즈        | 남자 노예상           | 렛츠고 시간탐험대         | 후보 |
| 2016 | SBS 연예대상        | 베스트 프랜드상       | 꽃놀이패                  | 수상 |
| 2016 | SBS 연예대상        | 예능 씬스틸러상       | 꽃놀이패                  | 수상 |
| 2016 | MBC 방송연예대상    | 인기상                | 우리 결혼했어요           | 수상 |
| 2018 | KBS 연예대상        | 토크&쇼 부문 우수상   | 해피투게더                | 수상 |
| 2019 | KBS 연예대상        | 쇼.오락 부문 최우수상 | 해피투게더                | 후보 |
| 2019 | MBC 방송연예대상    | 뮤직&토크 부문 우수상 | 언니네 쌀롱, 놀면 뭐하니? | 수상 |
| 2021 | 제57회 백상예술대상 | TV부문 남자예능상     | 유 퀴즈 온 더 블럭        | 후보 |
| 2022 | KBS 연예대상        | 베스트 커플상         | 홍김동전                  | 수상 |